# Kid Dynamite

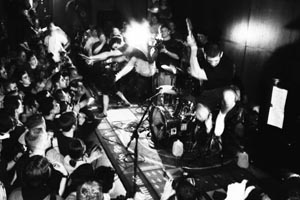
Band Kid Dynamite bei einem Konzert (2006)

Kid Dynamite war eine von 1997 bis 2000 bestehende einflussreiche, US-amerikanische Melodic-Hardcore-Band aus Philadelphia. Seit 2005 gab es mehrere Reunion-Konzerte.

## Geschichte
Die Band wurde 1997 von Jason Shevchuk, Steve Farrell, Dan Yemin und Dave Wagenschutz in Philadelphia gegründet. Dan Yemin hatte vorher bereits bei der Melodic-Hardcore-Band Lifetime gespielt.
1998 wurde beim Label Jade Tree Records das gleichnamige erste Album veröffentlicht. Vielfach gilt dieses Album als wichtiger Meilenstein im Hardcore. Steve Farrell verließ die Band nach einiger Zeit und wurde durch Michael „Spider“ Cotterman am Bass ersetzt. Unter anderem war die Gruppe in dieser Zeit erfolgreich auf Tour mit Sick of It All und Good Riddance.
Zur Jahrhundertwende wurde das zweite Album Shorter, Faster, Louder veröffentlicht, mit dem die Band oft als Nachfolger von Lifetime gesehen wurde. Noch vor dem Release der Platte löste sich die Gruppe allerdings auf.
2003 gab das Label Jade Tree Records mit Cheap Shots, Youth Anthems eine Zusammenstellung rarer Songs und Live-Mitschnitte heraus. Zwei Jahre später folgte mit der DVD Four Years In One Gulp eine weitere Veröffentlichung der Band mit vielen Live-Aufnahmen. Zu einem Reunion-Konzert kam es 2005, als die Band im traditionsreichen CBGB in New York ein Benefiz-Konzert gab. 2009 wurde mit Carry the Torch: A Tribute to Kid Dynamite ein Tributealbum veröffentlicht werden, auf dem verschiedene Punk- und Hardcore-Bands Songs von Kid Dynamite covern. Am 15. August 2010 spielten Kid Dynamite ein Reunion-Konzert auf dem This Is Hardcore Fest im Starlight Ballroom in Philadelphia.
Im Zuge des Punk- und Hardcore-Festivals Groezrock im belgischen Meerhout spielten Kid Dynamite am 26. April (Pre-Festival Club-Show) und am 27. April 2013 (Festival-Show) ihre ersten Europakonzerte überhaupt.

## Stil
Der Stil der Gruppe lässt sich mit schnellem, melodischem Hardcore-Punk beschreiben. Dabei klingen teilweise poppigere Skatepunk-Einflüsse durch, andere Stücke der Band klingen dagegen stärker nach weniger melodischem „klassischem“ Hardcore-Punk.
Bei Green Hell wird der Stil der Band auf dem ersten Album wie folgt beschrieben:

„Knallharter, schneller, aber auch melodischer und groovender HC wird geboten, nicht mehr, aber auch bestimmt nicht weniger.“

## Diskografie

### Alben
- 1998 self-titled (Jade Tree Records)
- 2000 Shorter, Faster, Louder  (Jade Tree Records)
- 2006 Cheap Shots, Youth Anthems (Jade Tree Records)

### Singles/EPs
- 1999 Split-EP mit 88 Finger Louie (Sub-City Records)

### Sonstiges
- 2006 Four Years In One Gulp, DVD (Jade Tree Records)